# Big beat
Big beat – gatunek elektronicznej muzyki tanecznej powstały w połowie lat 90. XX wieku w Wielkiej Brytanii.

## Charakterystyka
Gatunek ten łączy elementy elektronicznej muzyki tanecznej, szczególnie z nurtów breakbeat z elementami innych gatunków, w których dominują tradycyjne instrumenty muzyczne. Połączenie to odbywa się zazwyczaj poprzez zapożyczenie fragmentów utworów, tak zwanych sampli lub loopów. Szczególnie chętnie wykorzystywane są fragmenty z utworów z gatunków takich jak: rock, hip-hop, funk, blues i wielu innych. 
Określana jest również mianem Funk Breakbeat ze względu na charakterystyczny beat zbliżony bardziej do funky czy też hip-hopu niż do muzyki breakbeat.

## Najważniejsi przedstawiciele

### Świat
- AlgoRythmiK
- Apollo 440
- Basement Jaxx
- The Chemical Brothers
- The Crystal Method
- Death in Vegas
- Fatboy Slim
- Fluke
- Groove Armada
- Lionrock
- Lunatic Calm
- Mint Royale
- Propellerheads
- The Prodigy
- The Wiseguys